# 1880 en journalisme
Cet article présente les faits marquants de l'année 1880 en journalisme.

## Évènements
- Création du journal catholique La Croix. La parution est à ses débuts mensuelle. Le journal deviendra un quotidien en 1883[1].